# Rio da Água Gelada
O Rio da Água Gelada é um curso de água do arquipélago de São Tomé e Príncipe, localizado no distrito de Lembá, ilha de São Tomé, corre para Este até encontrar o mar entre a Ponta Furada e a Praia Capito.